# فرناندو گوریاران
فرناندو گوریاران فونتس (اسپانیایی: Fernando Gorriarán Fontes‎؛ زادهٔ ۲۷ نوامبر ۱۹۹۴) بازیکن فوتبال اهل اروگوئه است.
وی همچنین در تیم ملی فوتبال اروگوئه بازی کرده‌است.
وی در مسابقات کشوری و بین‌المللی در مجموع برندهٔ ۱ مدال طلا شده‌است.